# Alkavare kapell
Alkavare kapell är en kyrkobyggnad väster om fjället Álggavárre (Alkavare). Kapellet tillhör Jokkmokks församling i Luleå stift. Det ligger inom Sareks nationalpark på över 760 m ö.h. och uppfördes 1788, övergavs vid mitten av 1800-talet, restaurerades ett sekel senare och återinvigdes 1961.
Kapellet anlades 1788 för att fungera som gudstjänstlokal för den samiska befolkning som under sommaren levde och verkade på kalfjället. Byggnaden mäter ungefär sju gånger fyra meter. Väggarna är kallmurade av sten hämtad från omgivningarna medan det ursprungliga taket var av trä som fraktats upp från Kvikkjokk, sex mil därifrån. Det är 10–12 alnar långt och 7–8 alnar brett och har tre lika stora fönster med 16 småruter vardera: ett vid dörren på södra väggen, ett på norra väggen och ett i östra ändan.
Till en början hölls gudstjänst i kapellet den 25 juli. Predikoresan dit från Kvikkjokk tog tre dagar i anspråk, och hemresan lika länge. Någon gång mellan 1857 och 1863 upphörde predikoresorna till Alkavare. Därefter fick kapellet förfalla, och i början av 1900-talet saknades delar av taket. Kapellet har sedan dess restaurerats och återinvigdes 1961. Någon kyrkogård anlades inte vid kapellet.

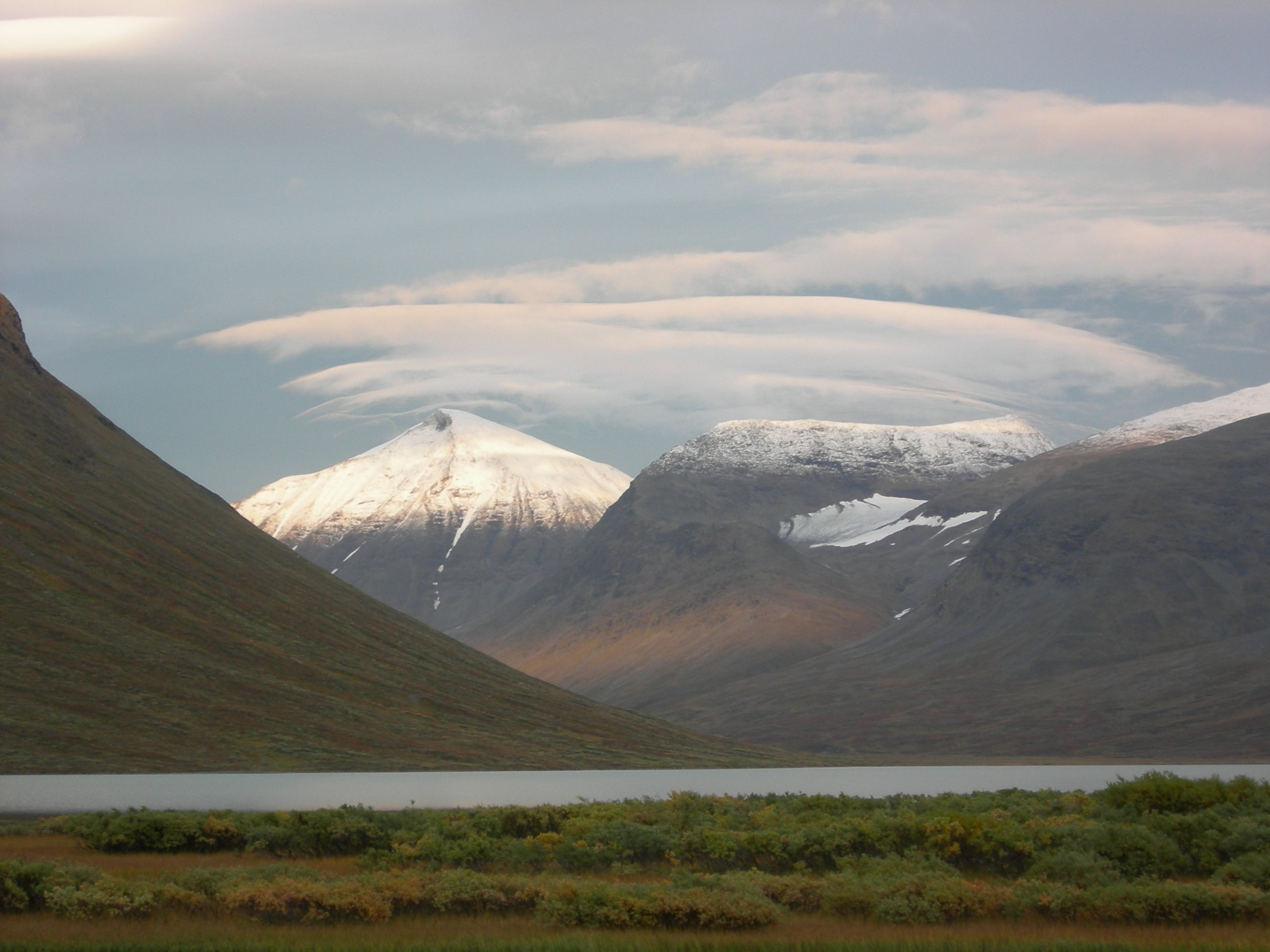
Sjön Álggajávvre sedd från Alkavare kapell.

Kapellet ligger alldeles intill en plats där malm bröts för Luleå silververk under slutet av 1600-talet. Det har dock inget direkt samband med gruvdriften, som upphörde 1702.
Ursprungligen fanns i kapellet inga bänkar, utan församlingen följde gudstjänsten stående. Nu finns där bänkar, som tillsammans med kyrkklockan och en del av inventarierna har skänkts av fjällvandrarklubben Skarja.
Kapellet ingår i ett område av riksintresse för kulturmiljövården (BD23).